# 瓦泥河
瓦泥河，又称穿山河、大渡河，位于中国广西壮族自治区中部，是西江红水河段左岸支流，发源柳江县里雍镇岸村西北，西北流至穿山镇木困村山脚屯折向南，经大渡河水库、穿山镇驻地，过板塘村后进入象州县，于象州县石龙镇白藤沟西注入红水河。干流长60千米，流域面积509平方千米。